# Yuka Yoshida
Yuka Yoshida (jap. 吉田 友佳, Yoshida Yuka; * 1. April 1976 in der Präfektur Tottori) ist eine ehemalige japanische Tennisspielerin.

## Leben
Yoshida, die aus Yokohama in der Präfektur Kanagawa stammt, absolvierte die Stadtuniversität Tokio, sie studierte an der Fakultät für Umwelt- und Informationswissenschaften.

## Karriere
Sie begann im Alter von sieben Jahren mit dem Tennissport und bevorzugte Hartplätze.
Ihre Trainerin war die Tennisspielerin Sonoe Yonezawa (米沢 そのえ).
Auf der WTA Tour gewann sie in ihrer Profikarriere drei Doppeltitel. Ihr größter Erfolg war ihre Viertelfinalteilnahme 1998 beim Doppelwettbewerb der US Open. Von 1998 bis 2004 bestritt sie 15 Partien für die japanische Fed-Cup-Mannschaft, von denen sie neun gewann.
2005 beendete Yoshida ihre Tenniskarriere.
Seit 2014 ist sie die Teamchefin der japanischen Fed-Cup-Mannschaft.

## Turniersiege

### Doppel
| Nr. | Datum             | Turnier | Kategorie    | Belag             | Partnerin  | Finalgegnerinnen               | Ergebnis      |
| --- | ----------------- | ------- | ------------ | ----------------- | ---------- | ------------------------------ | ------------- |
| 1.  | 16. April 1995    | Tokio   | WTA Tier III | Hartplatz         | Miho Saeki | Kyōko Nagatsuka Ai Sugiyama    | 6:7, 6:4, 7:6 |
| 2.  | 24. November 1996 | Pattaya | WTA Tier IV  | Hartplatz         | Miho Saeki | Tina Križan Nana Miyagi        | 6:2, 6:3      |
| 3.  | 19. Februar 2005  | Memphis | WTA Tier III | Hartplatz (Halle) | Miho Saeki | Laura Granville Abigail Spears | 6:3, 6:4      |

## Abschneiden bei Grand-Slam-Turnieren

### Einzel
| Turnier         | 1995 | 1996 | 1997 | 1998 | 1999 | 2000 | Karriere |
| --------------- | ---- | ---- | ---- | ---- | ---- | ---- | -------- |
| Australian Open | 1    | —    | 2    | 2    | 1    | —    | 2        |
| French Open     | —    | —    | 2    | 1    | —    | —    | 2        |
| Wimbledon       | —    | —    | 2    | 1    | —    | 1    | 2        |
| US Open         | —    | —    | 2    | 1    | —    | —    | 2        |

### Doppel
| Turnier         | 1995 | 1996 | 1997 | 1998 | 1999 | 2000 | 2001 | 2002 | 2003 | Karriere |
| --------------- | ---- | ---- | ---- | ---- | ---- | ---- | ---- | ---- | ---- | -------- |
| Australian Open | —    | 2    | 1    | 1    | 1    | 1    | AF   | —    | —    | AF       |
| French Open     | 1    | —    | 2    | 1    | 2    | 1    | 1    | —    | —    | 2        |
| Wimbledon       | —    | 1    | 2    | 1    | 1    | 1    | 1    | —    | 1    | 2        |
| US Open         | —    | 1    | 1    | VF   | 1    | 1    | 1    | —    | —    | VF       |